# Сите (коммуна)
Сите́ (фр. Citey) — коммуна во Франции, находится в регионе Франш-Конте. Департамент — Верхняя Сона. Входит в состав кантона Жи. Округ коммуны — Везуль.
Код INSEE коммуны — 70156.

## География
Коммуна расположена приблизительно в 300 км к юго-востоку от Парижа, в 28 км северо-западнее Безансона, в 35 км к юго-западу от Везуля.
Вдоль южной границы коммуны протекает река Морт.

## Население
Население коммуны на 2010 год составляло 98 человек.
| 1962 | 1968 | 1975 | 1982 | 1990 | 1999 | 2010 |
| ---- | ---- | ---- | ---- | ---- | ---- | ---- |
| 89   | 72   | 68   | 70   | 75   | 80   | 98   |

## Экономика
В 2010 году среди 67 человек трудоспособного возраста (15—64 лет) 48 были экономически активными, 19 — неактивными (показатель активности — 71,6 %, в 1999 году было 75,0 %). Из 48 активных жителей работали 46 человек (22 мужчины и 24 женщины), безработными было 2 (2 мужчин и 0 женщин). Среди 19 неактивных 9 человек были учениками или студентами, 3 — пенсионерами, 7 были неактивными по другим причинам.